# Соломон бен Єрогам
Соломон бен Єрогам, арабською мовою Сулайм ібн Рухайм - караїмський екзегетом, що був популярний у Єрусалимі між 940 і 960 роками. Він вважався одним з найбільших авторитетів серед караїмів, яким він називається «Мудрий» («га гакгам»), і які згадують його після того, як Біньямін бен Моше Нагавенді в своїх молитвах за своїх померлих великих вчителів (караїмської Сидур, і. 137b). Його основною працею, одним з декількох трактатів, озаглавлених «Мілхамот Адонай», був напад на Саадію Гаона.

## Відповідь Саадії
У роботі під назвою " Міламот Адонай" (яку не слід плутати з книгами з однойменною назвою Герсоніда та Авраама, сина Рамбама), в якій він також видав арабську версію, яка вже не існує, Соломон намагається протистояти класичному юдаїзму (рабинітам)), особливо Саадії. Він написаний віршами і розділений на 19 глав, кожна з яких містить 22 чотирирядкові строфи. Після того, як у перших двох главах намагався продемонструвати безпідставність усного переказу, він намагається спростувати сім аргументів, висунутих від нього Саадією у вступі до свого коментаря до П'ятикнижжя. Потім він критикує погляди Саадії на єврейський календар, закони, що стосуються інцесту, святкування других днів свят тощо, і звинувачує його в тому, що у своїй полеміці проти караїмів використовував аргументи, які суперечать прямо до вчень Мішни та Талмуду, і, отже, він, мабуть, знав, що вони є неправдивими. Більша частина книги - Argumentum ad Hominem на Саадію. Milḥamot Adonai зберігається в рукописах у різних європейських бібліотеках; його частини були опубліковані Пінськером, Гейгером та Кірхгеймом.

## Зовнішні посилання
- Стаття єврейської енциклопедії про Соломона бен Єрохама, автор Кауфманн Колер та Ісаак Бройде .